# Alessandro Pier Guidi
Alessandro Pier Guidi (Tortona, provincia de Alessandria, 18 de diciembre de 1983) es un piloto de automovilismo italiano. Desde 2017, es piloto oficial de Ferrari y ha ganado el Campeonato Mundial de Resistencia de la FIA en la clase LMGTE Pro en 2017, 2021 y 2022, las 24 Horas de Le Mans en la clase en 2019 y 2021 y en la general en 2023 las 24 Horas de Spa en 2021 y las 24 Horas de Daytona en la clase GTD en 2014 y en la clase GTD Pro en 2024.

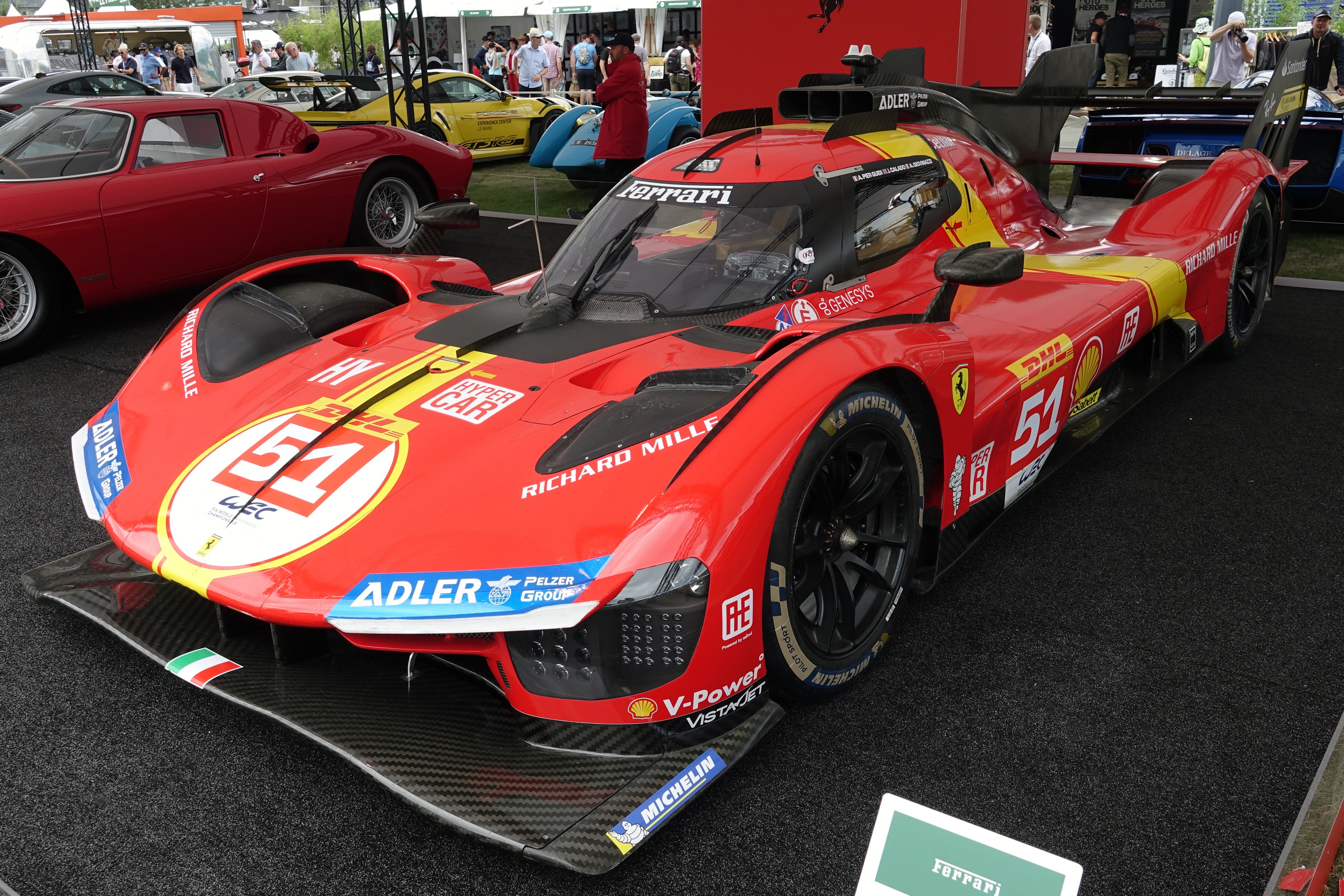
Ferrari 499P n.º 51, ganador de las 24 Horas de Le Mans 2023.

## Carrera deportiva
Pier Guidi compitió en monoplazas por primera vez en 2002 en la Fórmula Renault 2.0 Italia. Condujo un Ferrari 430 GT en el Campeonato de España de GT y el Campeonato de Italia de GT en 2005 y 2006, para el equipo Scuderia Playteam. Ganó el título italiano en 2005. En 2007, se mudó al Campeonato FIA GT, conduciendo un Maserati MC12. También ha competido en la Fórmula Master Internacional y en dos fechas de A1 Grand Prix en 2006 representando a Italia. En 2008, condujo el monoplaza del Galatasaray SK en la Superleague Fórmula, logrando tres podios y llevando al equipo al octavo lugar en la clasificación final. En 2014, al volante de un Ferrari F458 Italia del equipo Level 5 Motorsports, ganó la clase GTD en las 24 Horas de Daytona, puntuable para el United SportsCar Championship.
En 2017, Ferrari llegó a un acuerdo técnico y deportivo con Alessandro Pier Guidi. El piloto italiano compitió en la temporada 2017 del Campeonato Mundial de Resistencia de la FIA (WEC) junto a James Calado en el Ferrari 488 GTE n.º 51, bajo la gestión del equipo AF Corse. Juntos, Calado y Pier Guidi ganaron el campeonato por encima de Porsche GT Team y de Ford Chip Ganassi Racing UK. En la temporada siguiente, la de 2018-19, fueron subcampeones detrás de los pilotos de Porsche Michael Christensen y Kévin Estre. Junto a Daniel Serra, el trío ganó las 24 Horas de Le Mans en la clase LMGTE Pro. En 2021 y 2022 ganaron nuevamente el título, además de Le Mans en 2021 junto a Côme Ledogar.
En 2023, Pier Guidi fue elegido por Ferrari para ser uno de los pilotos de la marca en la clase Hypercar, la principal del campeonato, conduciendo el nuevo Ferrari 499P n.º 51. Es compañero de Antonio Giovinazzi y, nuevamente, James Calado. En junio, ganaron las 24 Horas de Le Mans, logrando la primera victoria de Ferrari en la carrera de resistencia más importante del mundo en 58 años.

## Resultados

### Campeonato Mundial de Resistencia de la FIA
(Clave) (negrita indica pole position) (cursiva indica vuelta rápida)

| Año     | Escudería | Clase     | Automóvil              | 1   | 2   | 3   | 4   | 5   | 6   | 7   | 8   | 9   | Pos. | Puntos | Ref.   |
| ------- | --------- | --------- | ---------------------- | --- | --- | --- | --- | --- | --- | --- | --- | --- | ---- | ------ | ------ |
| 2014    | AF Corse  | LMGTE Am  | Ferrari 458 Italia GT2 | SIL | SPA | LMS | COA | FUJ | SHA | BHR | SÃO |     | 18.º | 16     | [ 10 ] |
| 2014    | AF Corse  | LMGTE Am  | Ferrari 458 Italia GT2 |     |     |     |     |     |     | 7   | 6   |     | 18.º | 16     | [ 10 ] |
| 2016    | AF Corse  | LMGTE Pro | Ferrari 488 GTE        | SIL | SPA | LMS | NÜR | MEX | COA | FUJ | SHA | BHR | 27.º | 1      | [ 11 ] |
| 2016    | AF Corse  | LMGTE Pro | Ferrari 488 GTE        | Ret |     |     |     |     |     |     |     |     | 27.º | 1      | [ 11 ] |
| 2017    | AF Corse  | LMGTE Pro | Ferrari 488 GTE        | SIL | SPA | LMS | NÜR | MEX | COA | FUJ | SHA | BHR | 1.º  | 153    | [ 12 ] |
| 2017    | AF Corse  | LMGTE Pro | Ferrari 488 GTE        | 2   | 2   | 14  | 1   | 6   | 1   | 1   | 3   | 2   | 1.º  | 153    | [ 12 ] |
| 2018-19 | AF Corse  | LMGTE Pro | Ferrari 488 GTE        | SPA | LMS | SIL | FUJ | SHA | SEB | SPA | LMS |     | 2.º  | 136,5  | [ 13 ] |
| 2018-19 | AF Corse  | LMGTE Pro | Ferrari 488 GTE        | 15  | 4   | 1   | 4   | 5   | 4   | 2   | 1   |     | 2.º  | 136,5  | [ 13 ] |
| 2019-20 | AF Corse  | LMGTE Pro | Ferrari 488 GTE EVO    | SIL | FUJ | SHA | BHR | COA | SPA | LMS | BHR |     | 6.º  | 131    | [ 14 ] |
| 2019-20 | AF Corse  | LMGTE Pro | Ferrari 488 GTE EVO    | 4   | 4   | 1   | 4   | 3   | 4   | 2   |     |     | 6.º  | 131    | [ 14 ] |

### 24 Horas de Le Mans
| Año     | Equipo             | Copilotos                       | Automóvil           | Clase    | Vueltas | Pos. | Pos. Clase |
| ------- | ------------------ | ------------------------------- | ------------------- | -------- | ------- | ---- | ---------- |
| 2016    | AF Corse           | Gianmaria Bruni James Calado    | Ferrari 488 GTE     | GTE Pro  | 179     | DNF  | DNF        |
| 2017    | AF Corse           | Michele Rugolo James Calado     | Ferrari 488 GTE     | GTE Pro  | 312     | 46.º | 11.º       |
| 2018    | AF Corse           | James Calado Daniel Serra       | Ferrari 488 GTE Evo | GTE Pro  | 339     | 22.º | 7.º        |
| 2019    | AF Corse           | James Calado Daniel Serra       | Ferrari 488 GTE Evo | GTE Pro  | 342     | 20.º | 1.º        |
| 2020    | AF Corse           | James Calado Daniel Serra       | Ferrari 488 GTE Evo | GTE Pro  | 346     | 21.º | 2.º        |
| 2021    | AF Corse           | James Calado Côme Ledogar       | Ferrari 488 GTE Evo | GTE Pro  | 345     | 20.º | 1.º        |
| 2022    | AF Corse           | James Calado Daniel Serra       | Ferrari 488 GTE Evo | GTE Pro  | 350     | 29.º | 2.º        |
| 2023    | Ferrari - AF Corse | James Calado Antonio Giovinazzi | Ferrari 499P        | Hypercar | 342     | 1.º  | 1.º        |
| 2024    | Ferrari - AF Corse | James Calado Antonio Giovinazzi | Ferrari 499P        | Hypercar | 311     | 3.º  | 3.º        |
| 2025    | Ferrari - AF Corse | James Calado Antonio Giovinazzi | Ferrari 499P        | Hypercar | 387     | 3.º  | 3.º        |
| Fuente: |                    |                                 |                     |          |         |      |            |